# Skoki narciarskie na Zimowych Igrzyskach Olimpijskich 2014 – kwalifikacje

## Zasady kwalifikacji
Maksymalną liczbę miejsc do obsadzenia na igrzyskach ustalono na poziomie 70 w przypadku mężczyzn i 30 w przypadku kobiet. Liczba zawodników przypadająca na dany narodowy komitet olimpijski została ustalona na podstawie specjalnie stworzonego rankingu FIS. Do udziału w igrzyskach uprawnieni zostali zawodnicy, którzy między lipcem 2012 a 19 stycznia 2014 zdobyli punkty Pucharu Świata, Letniego Grand Prix lub Pucharu Kontynentalnego.
Kwoty startowe dla danego kraju przygotowano na podstawie rankingu, uwzględniającego punkty zdobyte przez reprezentantów danego kraju w okresie kwalifikacyjnym w pierwszej kolejności w Pucharze Świata i Letnim Grand Prix, a następnie w Pucharze Kontynentalnym. W rankingu uwzględniano przy tym jedynie wyniki pięciu (w przypadku mężczyzn) lub czterech (w przypadku kobiet) najlepszych reprezentantów danego kraju. Ustalono przy tym, że prawo do startu w konkursie drużynowym mężczyzn ma otrzymać co najmniej 12 reprezentacji. W przypadku, gdyby po ustaleniu 60 miejsc w rankingu mniej niż 12 narodowych komitetów miało w nim co najmniej czterech zawodników, kolejne miejsca w nim miały być przeznaczone dla komitetów z trzema zawodnikami wśród wybranych 60. Reprezentacja gospodarzy otrzymała prawo do wystawienia co najmniej jednego zawodnika w każdym konkursie indywidualnym i drużyny w konkursie drużynowym niezależnie od kwoty wynikającej z rankingu.

## Kwoty startowe
20 stycznia opublikowano oficjalną listę kwot startowych dla narodowych komitetów wraz z listą rezerwowych. Ze względu na rezygnację części komitetów z przysługujących im kwot lista zakwalifikowanych uległa pewnym zmianom. Wśród mężczyzn z pełnej kwoty zrezygnowano we Francji, która wystawiła tylko jednego skoczka i w Szwajcarii, która powołała 2 zawodników (obydwa kraje mogły wystawić po 5 zawodników), zaś we Włoszech zgłoszono 3 zamiast 4 skoczków. W zamian dodatkowe miejsca otrzymały Kanada, Korea Południowa (w obu przypadkach 4 zamiast 2 zawodników), Estonia, Kazachstan (2 zamiast 1), Grecja i Rumunia (tam komitety otrzymały prawo do wystawienia 1 zawodnika). Wśród kobiet dokonano tylko jednej zmiany. W miejsce kontuzjowanej Kanadyjki Alexandry Pretorius dołączono Gydę Enger (Norwegia).

## Tabela kwalifikacji według kraju
| Reprezentacja     | Zawodnicy | Zawodnicy | Zawodnicy        | Razem |
| Reprezentacja     | Mężczyźni | Kobiety   | Drużyna mężczyzn | Razem |
| ----------------- | --------- | --------- | ---------------- | ----- |
| Austria           | 5         | 2         | X                | 7     |
| Bułgaria          | 1         |           |                  | 1     |
| Czechy            | 5         |           | X                | 5     |
| Estonia           | 2         |           |                  | 2     |
| Finlandia         | 5         | 1         | X                | 6     |
| Francja           | 1         | 3         |                  | 4     |
| Grecja            | 1         |           |                  | 1     |
| Japonia           | 5         | 3         | X                | 8     |
| Kanada            | 4         | 2         | X                | 6     |
| Kazachstan        | 2         |           |                  | 2     |
| Korea Południowa  | 4         |           | X                | 4     |
| Niemcy            | 5         | 4         | X                | 9     |
| Norwegia          | 5         | 4         | X                | 9     |
| Polska            | 5         |           | X                | 5     |
| Rosja             | 5         | 1         | X                | 6     |
| Rumunia           | 1         |           |                  | 1     |
| Słowenia          | 5         | 4         | X                | 9     |
| Stany Zjednoczone | 4         | 3         | X                | 7     |
| Szwajcaria        | 2         | 1         |                  | 3     |
| Włochy            | 3         | 2         |                  | 5     |